# Бурбон, Луиза Франсуаза де
Луиза Франсуаза де Бурбон (фр. Louise Françoise de Bourbon, 1 июня 1673, Турне — 16 июня 1743, Париж) — узаконенная дочь короля Франции Людовика XIV и его официальной фаворитки Франсуазы де Монтеспан. До своего замужества она была известна как Мадемуазель де Нант.
Выйдя замуж за Людовика III Бурбон-Конде, она стала герцогиней Энгиенской, а после смерти отца мужа герцогиней де Бурбон и принцессой Конде. Вела бурную любовную жизнь во время правления отца. При жизни она построила Бурбонский дворец, который в наше время является местом заседания Национальной ассамблеи Франции.

## Биография
Луиза Франсуаза де Бурбон родилась 1 июля 1673 года. 19 декабря 1673 года Людовик XIV узаконил своих детей от Франсуазы де Монтеспан, получив перед этим согласие французского парламента. После этого король даровал детям различные титулы, которые полагались отпрыскам короля. Её брат Луи Огюст получил титул герцога Менского, сестра Луиза Мария Анна стала Мадемуазель де Тур, Франсуаза-Мария — Мадемуазель де Блуа, а Луи Александр, её младший брат, получил титул графа Тулузского. Сама же Луиза получила титул Мадемуазель де Нант.
В детстве Луиза сильно сблизилась с младшей сестрой Луизой Марией Анной, Мадемуазель де Тур. Её ранняя смерть в 1681 году сильно повлияла на Луизу. С другими своими сёстрами или сводными родственниками Луиза не сближалась. С детства братья и сёстры соперничали между собой за друзей, общество, титулы и богатства.
С детства принцесса стала увлекаться музыкой и танцами.

### Брак
25 мая 1685 года Луиза вышла замуж за дальнего родственника своего отца, Людовика, герцога де Бурбонского. Ей было одиннадцать лет, её супругу шестнадцать. Людовик был сыном Генриха III Бурбона. Он был представителем младшей ветви венценосного дома Бурбонов, носивших титул принцев Конде, впервые данный дяде Генриха Наваррского — Людовику Бурбонскому. Матерью принца была баварская принцесса Анна Генриетта. В приданое принцесса получила один миллион франков. В браке родилось девять детей. Все они дожили до взрослого возраста.

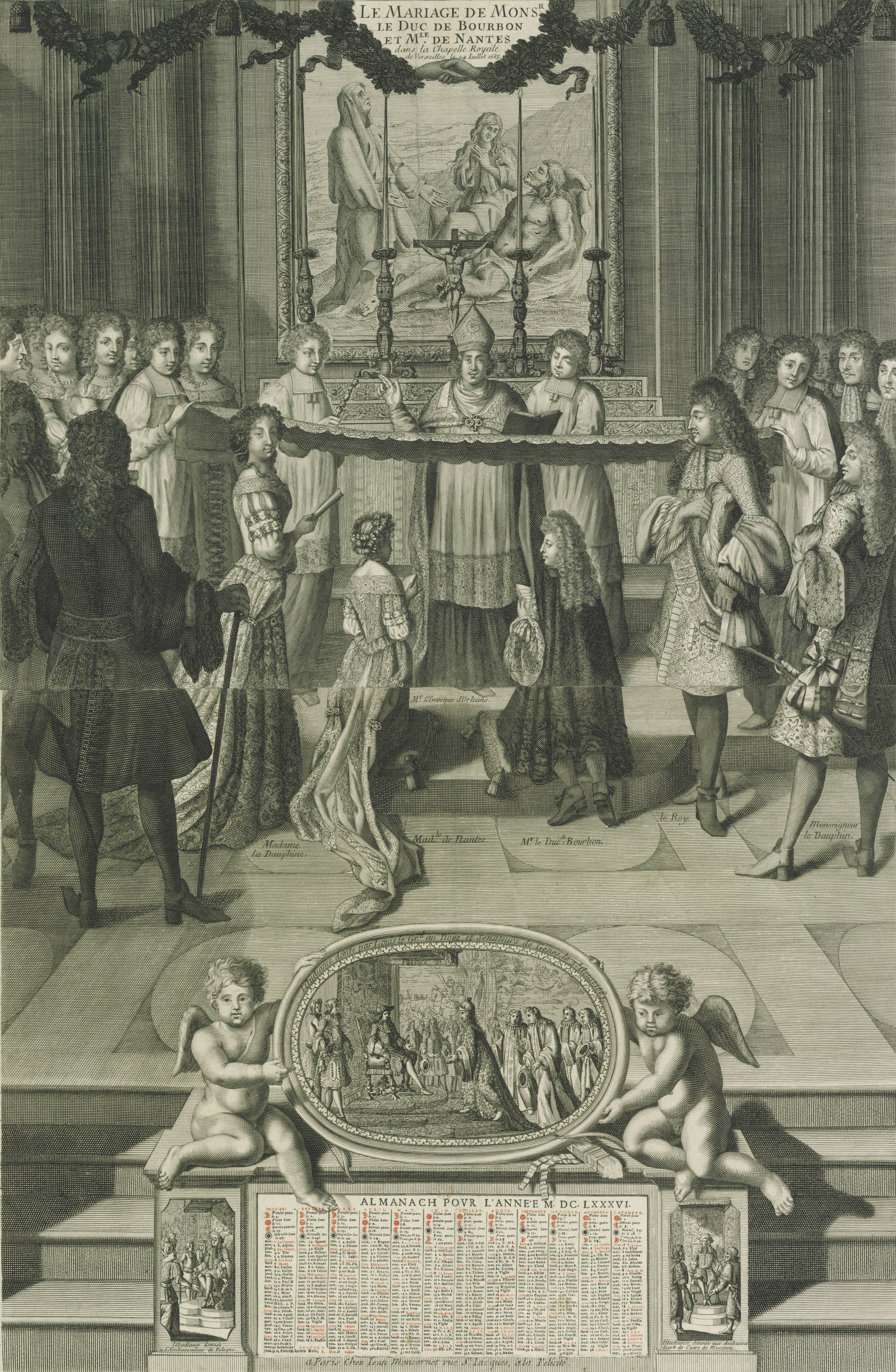
Брак Луизы Франсуазы и принца Конде, 1685 год.

### Герцогиня
В 1691 году её мать оставила двор и удалилась в монастырь Сен-Жозеф, основанный ею же и находившийся в домах 10-12 по улице Сен-Доменик в VII округе Парижа. Остаток жизни она провела, помогая бедным и участвуя в благотворительности. Луиза часто приезжала к матери. Её смерть в 1707 году сильно повлияла на Луизу. Людовик XIV запретил ей и её младшим братьям и сёстрам носить траур по матери.
В 1692 году её сестра Франсуаза-Мария вышла замуж за Филиппа II Орлеанского. В приданое ей была дана сумма, в два раза превышавшая сумму, выданную при свадьбе Луизе. Это сильно возмутило её, и в дальнейшем она ненавидела сестру, критикуя её и её мужа, соперничала с ними за власть и влияние.
Луизу считали очень красивой и живой девушкой. Примерно в 1695 году она завела романтические отношения с Франсуа-Луи де Бурбон-Конти. Когда супруг узнал о измене жены, то был в большой ярости. Луизе удалось уговорить супруга не рассказывать ничего её отцу-королю, из-за страха перед ним. После смерти в 1709 году её свёкра её муж получил титул принца Конде. В следующем году его не стало.
В этом же году Луиза сблизилась со своим братом дофином Людовиком. Дружбу она завела с ним исключительно для того, чтобы сблизиться с королевской семьёй. Неожиданная смерть дофина в 1711 году разрушила эти планы.
Дофином и дофиной Франции стали Людовик, герцог Бургундский, и его жена Мария Аделаида Савойская. Они также умерли в период правления деда, Людовика XIV.
В 1715 году «король-солнце» умер. Королём стал малолетний правнук последнего, король Людовик XV. В малолетстве нужен был регент. Начался спор между братом Луизы герцогом Менским и супругом её сестры герцогом Орлеанским. Луиза всячески противилась назначению последнего, так как ненавидела свою сестру и не хотела, чтобы та занимала положение выше, чем она сама. В конце концов выиграл герцог Орлеанский. Его супруга, сестра Луизы, заняла самое высокое положение в семье.
В 1714 году племянница Луизы Мадам Менская была названа в честь неё. В 1720-х годах Луиза стала любовницей герцога де Лессей. В 1737 году она стала крёстной матерью сына Людовика XV и Марии Лещинской, нового Дофина Франции.
Скончалась дочь Людовика XIV в 1743 году на семидесятом году жизни. После себя она оставила роскошный Бурбонский дворец, который в настоящее время используется как место заседания Национальной ассамблеи Франции.

## Дети
| Имя                                                          | Портрет | Годы жизни                        | Примечание |
| ------------------------------------------------------------ | ------- | --------------------------------- | --- |
| Мария Анна Габриэла Элеонора де Бурбон                       |         | 22 декабря 1690 — 30 августа 1760 | Родилась в Версальском дворце, была умственно отсталой. При дворе известна как мадемуазель де Конде. |
| Людовик Генрих Жозеф де Бурбон герцог Бурбонский принц Конде |         | 18 августа 1692 — 27 января 1740  | В возрасте 23 лет, в 1715 как принц крови вошёл в регентский совет при молодом Людовике XV. После смерти герцога Орлеанского (1723) был назначен первым министром. Женился на ландграфине Каролине Гессен-Ротенбург. |
| Луиза Елизавета де Бурбон, принцесса Конти                   |         | 22 ноября 1693 — 27 мая 1775      | Родилась в Версале. Вышла замуж за своего двоюродного брата Людовика Армана, принца Конти, бабушка Филиппа Эгалите. Пережила всех своих братьев и сестёр.                                                            |
| Луиза Анна де Бурбон                                         |         | 23 июля 1695 — 8 апреля 1758      | Замужем не была. При дворе известна как мадемуазель де Шароле. |
| Мария Анна де Бурбон                                         |         | 16 октября 1697 — 11 августа 1741 | Вышла замуж за Луи де Мелена, герцога Жуайеза, служила при дворе королевы Марии Лещинской, известна как мадемуазель Клермон.                                                                                         |
| Шарль де Бурбон граф Шароле                                  |         | 19 июля 1700 — 23 июля 1760       | Известен как граф Шароле. Женился на Жанне де Валуа Сен-Реми, потомке короля Генриха II. |
| Генриетта Луиза Мария Франсуаза Габриэла де Бурбон           |         | 15 января 1703 — 19 сентября 1772 | Известна как мадемуазель де Вермандуа, настоятельница Бомон-ле-Тур с 1728 года, умерла незамужней. |
| Елизавета Александрина де Бурбон                             |         | 15 сентября 1705 — 15 апреля 1765 | При дворе известна как мадемуазель де Сен. Замуж не выходила. |
| Людовик де Бурбон граф Клермон                               |         | 15 июля 1709 — 16 июля 1771       | Граф Клермон, никогда не был женат. |